# Conservatori Superior de Música Joaquín Rodrigo
El Conservatori Superior de Música Joaquín Rodrigo és un centre d'ensenyament musical situat a la ciutat de València. Imparteix les especialitats de Composició, Direcció, Interpretació (Arpa, Cant, Clavecí, Guitarra, Instruments de l'orquestra simfònica, Instruments de música antiga, Jazz, Orgue i Piano), Musicologia, Sonologia i Pedagogia. Amb altres centres oficials del País Valencià està integrat en l'Institut Superior d'Ensenyances Artístiques de la Generalitat.

## Història
Va ser fundat el 1879, a iniciativa de la Societat Econòmica d'Amics del País de València, que prèviament, a mitjan segle xix, havia inaugurat ja una escola de cant sota la direcció de Pascual Pérez Gascón, organista de la Catedral Metropolitana. A la seua inauguració es va instal·lar provisionalment a l'edifici anomenat de Na Monforta, prop del carrer de les Barques. El 1882 es va traslladar a un altre edifici, situat a la plaça de Sant Esteve. El novembre de 1976, coincidint amb la celebració del seu centenari, va estrenar una nova seu dins el campus de la Universitat Politècnica de València. Finalment, el 2010 s'inaugurà la seu actual del carrer Muñoz Suay. Al principi va ser mantingut econòmicament per la Diputació Provincial i per l'Ajuntament, fins que el 1917 va passar a dependre de l'Estat. En la dècada dels anys 50, el mestre Palau, que llavors el dirigia, va aconseguir per al Conservatori la primera càtedra de Direcció d'orquestra que es va implantar a Espanya. Des del 1968 ostenta el títol de Superior, i imparteix exclusivament aquest grau des que, el 1997, es va crear el Conservatori Professional, a càrrec del qual van quedar els graus mitjà i elemental. A mitjan dècada dels anys 80, la secció de Declamació, unida al Conservatori des de principis del segle xx, i la de Dansa, que s'havia creat als anys 70, es van independitzar com a Escola Superior d'Art Dramàtic i com a Conservatori de Dansa, respectivament, encara que continuaren compartint les mateixes instal·lacions. El 1991, el Conservatori va adoptar el nom del compositor Joaquín Rodrigo. Durant els anys següents es va crear l'orquestra integrada exclusivament per alumnes del centre i dirigida per Robert Forés, que ha actuat al Palau de la Música de València i en altres auditoris espanyols. També ha fet gires de concerts per diversos països d'arreu del món. Té així mateix en funcionament un Taller d'Òpera, en col·laboració amb els departaments d'Escultura i d'Audiovisuals de la Facultat de Belles Arts de la Universitat Politècnica per als decorats i l'escenografia, i el de Moda de l'Escola d'Art i Superior de Disseny per al vestuari i el disseny dels programes de mà.

## Directors[calcitació]
- José María Úbeda Montés (1879)
- Salvador Giner (des del 1879)[6]
- Josep Valls (fins a la seua mort el 1910)
- Josep Bellver
- Ramon Martínez i Carrasco (des del 1910)
- Francisco José León Tello
- Salvador Palau
- José Roca (1963-1966)
- Amand Blanquer (1971-1976)
- Salvador Seguí Pérez
- José Ferriz
- Vicent Ros Pérez
- José Vicente Cervera
- Eduardo Montesinos
- Julia Oliver
- Eduardo Montesinos

## Professors destacats[calcitació]
- Eduard López-Chavarri
- Enrique García Asensio
- Enrique Belenguer Estela[7]
- Perfecto Garcia Chornet
- Eduardo Cifre
- Manuel Galduf
- Rosa Gil del Bosque
- Teodoro Aparicio Barberán
- Claudia Montero

## Alumnes destacats[calcitació]
- José Iturbi[6]
- Lucrecia Bori
- Joaquín Rodrigo[6]
- Manuel Palau[6]
- Enrique Estela
- Enrique Belenguer Estela
- Miquel Asins Arbó
- Anton García Abril
- Lluís Blanes
- Mario Monreal
- Perfecto Garcia Chornet
- Fernando Puchol
- Joaquín Soriano
- Vicent Canyís
- Manuel Galduf
- Enedina Lloris
- Isabel Rey
- Ofèlia Sala
- Carmen Tur Melchor
- María Teresa Andrés Blasco
- José Vicente Fuentes Castilla
- Sakira Ventura Quintana